# Kiyotaka Ishimaru
Kiyotaka Ishimaru (født 30. oktober 1973) er en tidligere japansk fodboldspiller og træner.
Han har spillet for flere forskellige klubber i sin karriere, herunder Avispa Fukuoka og Kyoto Purple Sanga.
Han har tidligere trænet Ehime FC og Kyoto Sanga FC.